# Paranapiacaba dorsoplagiata
Paranapiacaba dorsoplagiata is een keversoort uit de familie bladkevers (Chrysomelidae). De wetenschappelijke naam van de soort werd in 1967 gepubliceerd door Martin Jacoby.